# الحوج (كشر)

تعديل مصدري - تعديل

الحوج هي إحدى قرى عزلة العبيسه والعبادلة بمديرية كشر التابعة لمحافظة حجة، بلغ تعداد سكانها 336 نسمة حسب تعداد اليمن لعام 2004.